# Погорелов, Александр Григорьевич (альпинист)
Алекса́ндр Григо́рьевич Погоре́лов (род. 1957, станица Ярославская) — советский и российский альпинист, ЗМС, МСМК. Учёный, кандидат психологических наук (1998 год).

## Биография
Александр Григорьевич Погорелов родился в 1957 году в станице Ярославской Краснодарского края. Образование: высшее техническое. Альпинизмом начал заниматься в 1976 году в клубе «Планета» «Ростсельмаша».
- С 1978 совершил более 40 восхождений высшей категории сложности в горах: Кавказа, Памира, Тянь-Шаня.
  - 11 раз был руководителем,
  - 6 маршрутов прошел в двойке,
  - совершил 6 первопрохождений.

Первенство СССР: пять раз принимал участие в чемпионатах СССР (1983, 1985-1988 гг.), был призёром и чемпионом.
- 1982—1984 гг. — работал в альплагерях «Дигория» и «Шхельда».
- 1984—1989 гг. — был одним из руководителей экспедиций и учебно-тренировочных сборов Ростоблспорткомитета и Учебно-спортивного центра «Планета». 
  - Был тренером, начальником сбора, старшим тренером команды, готовил команды к участию в чемпионатах СССР и РСФСР.
  - 1978-1988 гг. – председатель секции альпинизма клуба «Планета» завода «Ростсельмаш».
  - С 1984 года – член президиума Ростовской областной ФА, 
    - с 1989 года – её председатель.
- 1989 год — ЗМС.
- 1990 год — участник экспедиции «Лхоцзе-90». Руководил одной из групп, которая поднялась по южной стене до высоты 8350 м (и вернулась; причина: тактические просчеты и погода).
- 1996 год — вошёл в десятку лучших альпинистов России.
- 1998 год — защитил кандидатскую диссертацию; тема: «Обучение преодолению экстремальных ситуаций альпинистами на этапе их профессиональной подготовки».
- 1998-2003 гг. — доцент кафедры психологии и безопасности жизнедеятельности ТРТУ.

### Область научных интересов
- Психология риска;
- психология деятельности личности в экстремальных условиях.

Совершил более 200 восхождений, из них 50 — высшей категории сложности.

## Награды и достижения
Троекратный призер чемпионатов СССР (1985-1988), 5-кратный чемпион России (1985, 1992-1994, 1996), двукратный призер чемпионатов России (1984, 1994), чемпион СНГ (1999).
Как участник 2-й гималайской экспедиции в район Канченджанги (1988 год), завершившейся траверзом всех вершин этого горного массива, каждая из которых имеет высоту свыше 8.000 м (до 2001 года это было непревзойденное достижение), награжден орденом «Знак Почёта» ();
удостоен званий заслуженного мастера спорта и мастера спорта международного класса[когда?].

## Личная жизнь
Место проживания: Ростов-на-Дону; затем Таганрог.